# Proton Arena
Proton Arena — переднеприводный среднеразмерный пикап, выпускавшийся малайзийской компанией Proton Edar Sdr Holding с 2002 по 2009 год.

## Обзор
Proton Arena построен на платформе седана Proton Wira. Пикап получил спереди подвеску макферсон и торсионную СЗАДИ, привод на переднюю ось со стабилизатором поперечной устойчивости. Передние тормоза дисковые, задние — барабанные. В разработке автомобиля принимала участие компания Lotus Cars.
Автомобиль оснащался 1,5-литровым 12-клапанным бензиновым двигателем Mitsubishi 4G15 объёмом 1,5 литра с электронным впрыском топлива (EFI) и системой управления двигателем EMS 400 от Proton. Arena соответствовал европейским экологическим стандартам Евро-2. Средний расход топлива составлял 5,8 литра на 100 км на шоссе и 8,5 литров на 100 км в городе.
Вместимость автомобиля два человека, размер грузовой платформы 1636 x 1349 x 415 мм,  максимальная полезная нагрузка — 570 кг.

## Модификации
В Малайзии Arena предлагался в трех вариантах, включавших различные аксессуары и отделку грузового кузова:
- Freestyle — базовая модель Arena с открытой платформой, открытыми металлическими спортивными дугами и стальными дисками колёс.
- Sportdeck — вариант с открытой платформой, спортивными рулём и легкосплавными дисками.
- Fastback — модель с жёсткой обтекаемой крышкой багажника и легкосплавными дисками.

В Австралии автомобиль получил название Jumbuck и был доступен в двух вариантах: GLi и GLSi.
- GLi — кузов автомобиля был окрашен в один цвет.
- GLSi — топовая модель с золотыми вставками в нижней части экстерьера автомобиля, а также золотыми вставками на бампере спереди и на бамперах сзади. У этой модели также были «все варианты питания», такие как Power Mirrors и Power Windows. В салоне были тканевые сиденья.[2]

## Безопасность
В автомобиле отсутствуют такие системы безопасности как АБС и подушки. В сентябре 2009 года Jumbuck прошел краш-тесты в рамках Австралийской программы оценки новых автомобилей (ANCAP) получив одну звезду из пяти.

## Галерея

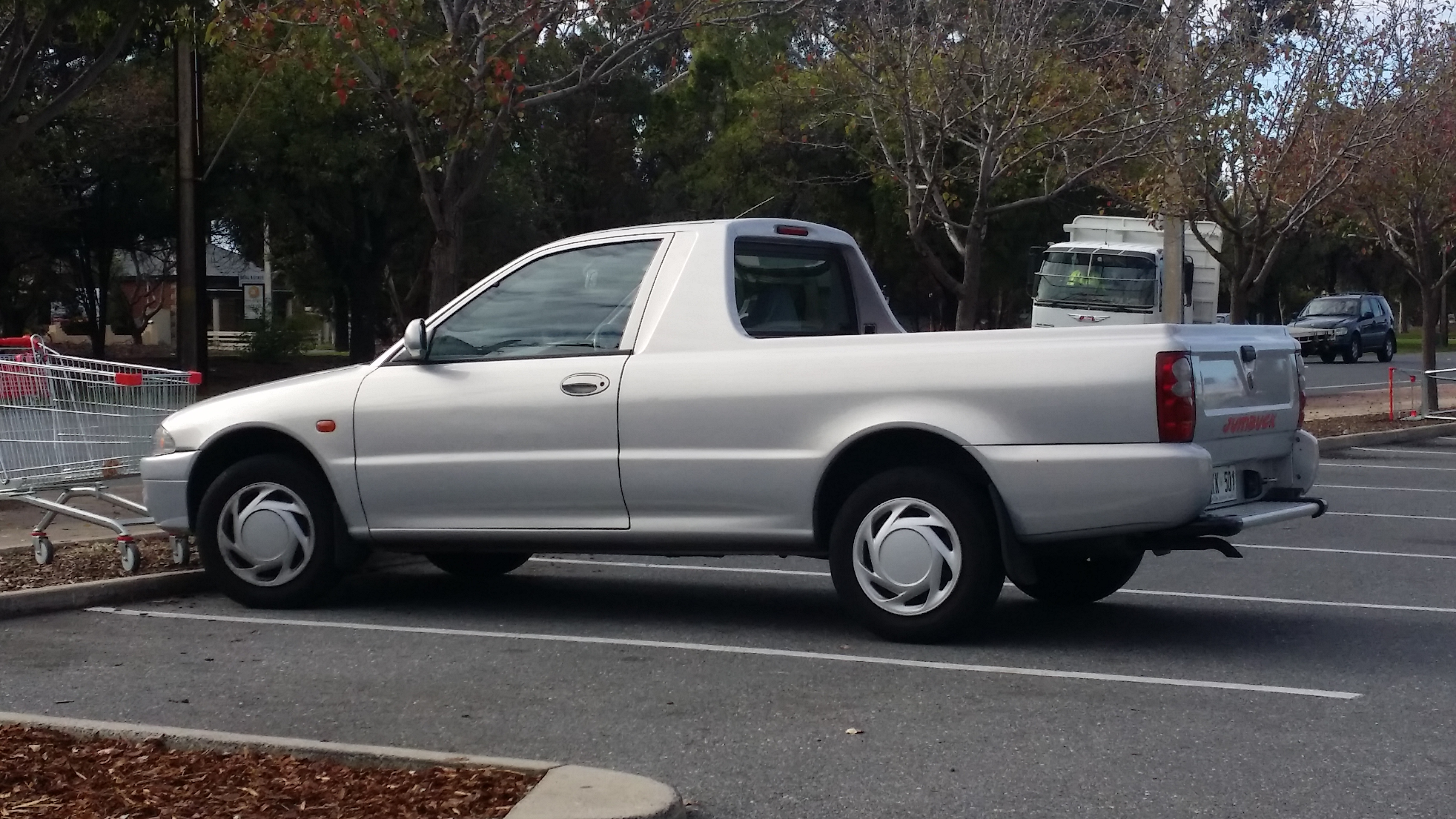
Proton Jumbuck (C90) GLi
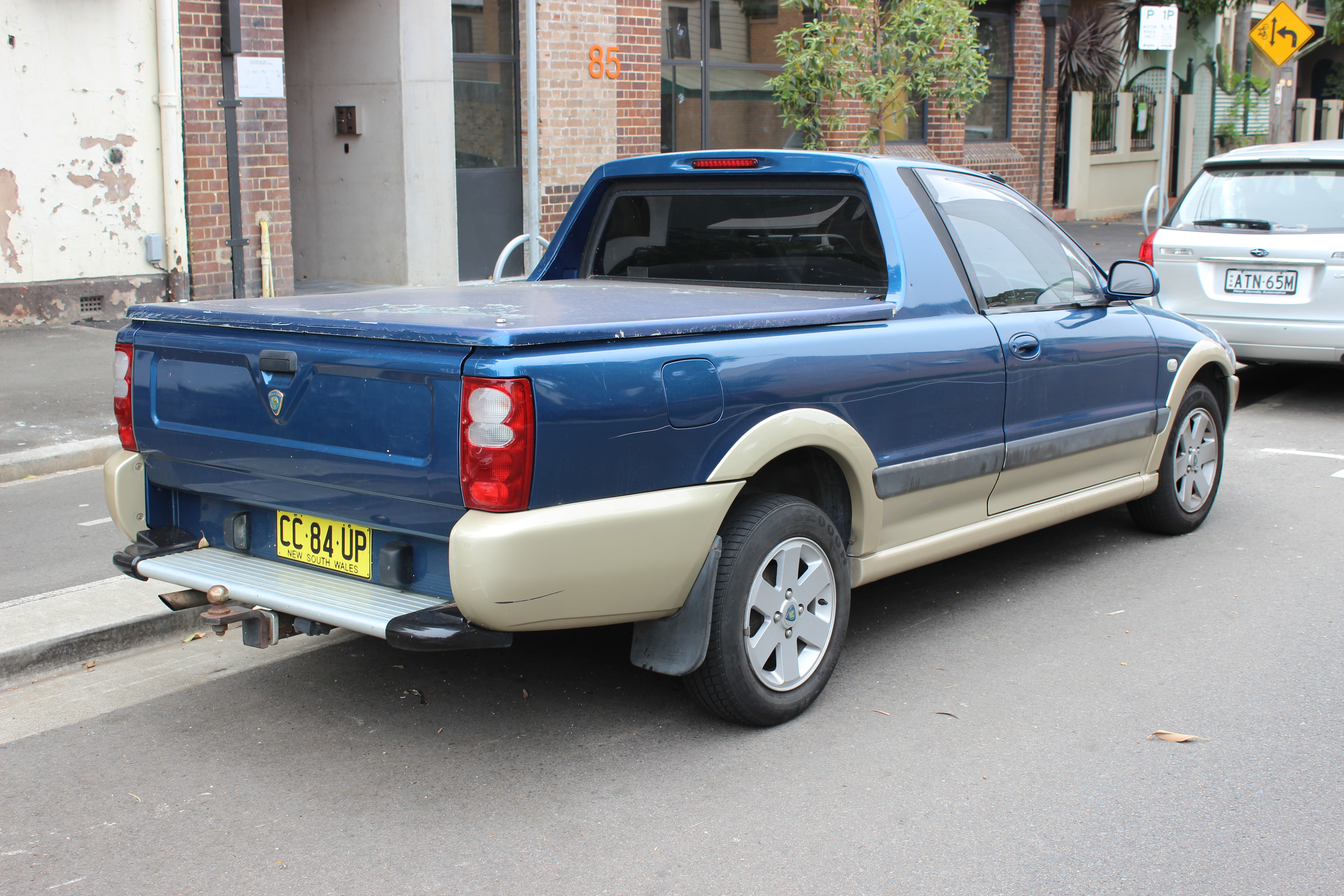
Proton Jumbuck (C90) GLSi